# Hondo Valle
Hondo Valle è un comune della Repubblica Dominicana di 51.403 abitanti, situato nella Provincia di Elías Piña. Comprende, oltre al capoluogo, un distretto municipale: Rancho de la Guardia.